# Шветашватара-упанішада
«Шветашватара-упанішада» (Śvetāśvatara upaniṣad IAST «білий мул») — санскритський ведичний текст, одна з одинадцяти упанішад канону мукха, до якого належать найстародавніші упанішади, прокоментовані Шанкарою. «Шветашватара-упанішада» пов'язується з «Крішна Яджур-Ведою» і в каноні муктіка з 108 основних Упанішад стоїть на чотирнадцятому місці. Вчені датують цю Упанішад V–III століттями до нашої ери. У своєму коментарі до «Веданта-сутри», Шанкара назвав її «Мантра-упанішад» ведичної школи Шветашватара. «Шветашватара-упанішада» складається з шести розділів і 113 текстів. В останньому розділі стверджується, що мудрець Шветашватара в результаті практики аскез і божої милості отримав це знання і передав його своїм учням.
Слово шветашватара часто трапляється у ведичній літературі і в перекладі означає «білий мул». Людину, в якої був білий кінь, називали «шветашва», а в кого був білий мул — «шветашватара». Шветашва — це також одне з імен Арджуни в «Махабхараті». У «Рігведі» також трапляється мудрець на ім'я Шьявашва «володіє чорною конем».
«Шветашватара-упанішада» є першим текстом, в якому систематично пояснюється філософія шиваїзму. Згідно з Гевіном Фладом, у цій Упанішаді «представлена теологія, що піднімає Рудру до статусу верховної істоти, Господа Іші, який трансцендентний, але в той же самий час має космологічні функції, подібно Шиві в пізніших традиціях». Найдавніший із коментарів до «Шветашватара-Упанішади», які дійшли до нас, належить перу Шанкари. До цієї Упанішаді також написали коментарі філософи Віджнанатма, Шанкарананда і Нараяна тіртха.